# هوزان عثمان
هوزان عثمان (مواليد 16 مايو 2003) هو لاعب كرة قدم محترف يشغل مركز الجناح، ويلعب حاليًا لنادي إن إي سي الهولندي. وُلد عثمان في هولندا، لكنه يمثل منتخب سوريا .

## حياة مهنية
بدأ هوزان عثمان ممارسة كرة القدم للشباب في مسقط رأسه بمدينة أرنهايم، وذلك في سن الرابعة مع نادي ([ESA Rijkerswoerd] خطأ: {{اللغة}}: وسم لغة غير متعرف عليه: هولندية (مساعدة)). في عام 2019، انتقل إلى أكاديمية الشباب التابعة لنادي دي غرافشاب. تمت ترقيته إلى فريق دي غرافشاب تحت 21 عامًا في عام 2021 

## المسيرة الدولية
وُلد هوزان عثمان في هولندا، وهو من أصول سورية. وقد مثّل منتخب سوريا تحت 20 عامًا في بطولة غرب آسيا تحت 23 عامًا 2022. كما ظهر لأول مرة مع المنتخب السوري الأول في مباراة ودية ضد فنزويلا في نوفمبر 2022.

## روابط خارجية
- هوزان عثمان  على سكروي